# Нормандское завоевание Англии
Нормандское завоевание Англии (англ. Norman conquest of England) — вторжение в 1066 году в Англию армии Вильгельма Завоевателя, герцога Нормандии, и последующее подчинение страны.
Завоевание Англии началось с победы нормандцев в битве при Гастингсе в 1066 году, после чего герцог Вильгельм стал королём Англии. Окончательно завоевание завершилось подчинением местной феодальной знати новому королю к 1071—1075 годам.
В результате завоевания в Англию были перенесены классические формы феодализма и военно-ленной системы, создано централизованное государство с сильной королевской властью. Резко усилилась ориентация страны на континентальную Европу и её вовлечённость в европейскую политику, а традиционные связи со Скандинавией ослабли. Завоевание оказало также значительное влияние на развитие английской культуры и языка. В результате адаптации северофранцузских государственных и социальных институтов к англосаксонской правовой традиции сформировалась система англо-нормандской монархии, просуществовавшая до середины XII века, которая легла в основу средневекового английского государства.

## Предпосылки
В конце X века Англия столкнулась с массированной волной набегов скандинавских викингов на её территорию. Король англосаксов Этельред II Неразумный, желая обеспечить себе поддержку в борьбе с викингами, в 1002 году женился на Эмме, сестре нормандского герцога Ричарда II. Однако помощи от нормандцев Этельред II не получил и в 1013 году был вынужден бежать вместе со своей семьёй в Нормандию.
К 1016 году вся Англия была завоёвана викингами, а королём стал Кнуд Великий, объединивший под своей властью Англию, Данию и Норвегию. Сыновья Этельреда II и Эммы почти 30 лет провели в изгнании, при дворе нормандского герцога. Лишь в 1042 году Эдуарду Исповеднику, старшему сыну Этельреда, удалось возвратить себе престол Англии. Воспитанный в Нормандии, Эдуард на протяжении практически всего своего правления пытался ориентироваться на нормандцев против могущественной англо-датской знати, доминирующей в государственной системе страны. В 1051 году, воспользовавшись изгнанием эрла Годвина, бездетный Эдуард провозгласил своим наследником молодого нормандского герцога Вильгельма. Однако в 1052 году Годвин вернулся в Англию и восстановил свой контроль над системой управления страны. Нормандская знать была изгнана из страны, в том числе и архиепископ Кентерберийский Роберт Жюмьежский. Его кафедра была передана стороннику Годвина, Стиганду.
В конце 1050-х годов семейство Годвинсонов владело крупнейшими графствами Англии, включавшими большую территорию королевства. Когда в начале января 1066 года Эдуард Исповедник скончался, англосаксонский витенагемот избрал королём сына Годвина — Гарольда II, лидера национальной партии.
Избрание Гарольда было оспорено Вильгельмом Нормандским. Опираясь на волю короля Эдуарда, а также на клятву верности Гарольда, принесённую, вероятно, во время его поездки в Нормандию в 1064/1065 годах, и апеллируя к необходимости защиты английской церкви от узурпации и тирании, Вильгельм предъявил свои претензии на корону Англии и начал подготовку к вооружённому вторжению. Одновременно на английский престол претендовал Харальд III Суровый, король Норвегии, чей предшественник в 1038 году заключил договор с сыном Кнуда Великого о взаимном наследовании королевств в случае бездетности одного из монархов. Норвежский король, вступив в союз с изгнанным из Англии братом Гарольда II Тостигом Годвинсоном, также начал готовиться к завоеванию Англии.

## Подготовка

### Силы сторон
Военные ресурсы англосаксонского государства были достаточно крупными, но плохо организованными. В конце 1066 года в распоряжении короля Гарольда не было даже постоянного флота, кроме небольшого количества кораблей, предоставленных портами юго-восточного побережья. Хотя существовала возможность собрать значительное число судов путём реквизиций и сбора по традиции графствами, но организовать крупный флот в короткий срок и поддерживать его в состоянии боевой готовности было невозможно. Ядро сухопутных войск составляли хускарлы короля и эрлов. К середине XI века насчитывалось около 3000 королевских хускарлов, дружина крупного эрла состояла из 400—500 воинов. Помимо них Гарольд располагал отрядами военно-служилой знати (тэнов) и национальным ополчением крестьян — фирдом. В полном составе англосаксонская армия, вероятно, была крупнейшей армией Западной Европы. Главными проблемами вооружённых сил Англии были трудность сосредоточения воинов в требуемом месте, невозможность длительного поддержания армии в боеготовности, неразвитость системы замков как базовой единицы оборонительной структуры, слабое знакомство с современными методами ведения войны в Европе, а также невнимание к таким родам войск, как кавалерия и лучники.
Если до 1060 года Вильгельм был занят внутренними проблемами и обороной границ от французской и анжуйской угроз, то после 1060 года, благодаря малолетству нового короля Франции и междоусобицам в Анжу, безопасность Нормандии была на какое-то время обеспечена, что открыло возможности для внешней экспансии. Хорошо развитая военно-ленная система и феодальная иерархия обеспечивали герцога Нормандского достаточно значительными, хорошо обученными и вооружёнными военными силами. Главной ударной силой армии была рыцарская конница. Широко применялись лучники. Значительную часть войска составлял наёмный контингент. В Нормандии была огромная масса мелких рыцарей, над которыми герцоги до Вильгельма не имели эффективного контроля и чья воинственность находила выход в походах в Италию, где уже сформировались нормандские графство Аверса и герцогство Апулия. Вильгельм смог собрать и привлечь к себе на службу этих рыцарей. Вильгельм был прекрасно знаком со всеми аспектами современного военного искусства. Он пользовался превосходной репутацией рыцаря и военачальника, привлёкшей в его армию людские ресурсы всей Северной Франции.
Нормандцы имели большой опыт военных действий небольшими отрядами кавалерии из крепостных замков, которые быстро возводились на захватываемой территории, в качестве опорных баз, с целью её дальнейшего контроля. Войны с королями Франции и графами Анжу позволили нормандцам усовершенствовать тактику действий против крупных соединений противника и наладить чёткое взаимодействие между родами войск. Армия Вильгельма состояла из феодального ополчения нормандских баронов и рыцарей, кавалерийских и пехотных контингентов из Бретани, Пикардии и других северофранцузских областей, а также наёмных войск. Накануне вторжения в Англию Вильгельмом была организована массовая постройка кораблей.
- Пехотинец короля Гарольда
- Нормандский лучник
- Нормандские конные рыцари

### Подготовка к вторжению
В начале 1066 года Вильгельм начал подготовку к вторжению в Англию. Хоть он и получил одобрение этому предприятию от собрания баронов своего герцогства, однако выделяемых ими сил было явно недостаточно для столь крупномасштабной и продолжительной военной операции за пределами Нормандии. Репутация Вильгельма обеспечила приток в его армию рыцарей из Фландрии, Аквитании, Бретани, Мэна и нормандских княжеств Южной Италии. В результате собственно нормандский контингент составлял менее половины войска. Вильгельм также добился поддержки императора и, что ещё более важно, папы Александра II, который надеялся укрепить позиции папства в Англии и сместить архиепископа-отступника Стиганда. Папа не только поддержал притязания нормандского герцога на английский престол, но и, вручив своё освящённое знамя, благословил участников вторжения. Это позволило Вильгельму придать своему мероприятию характер «священной войны». Приготовления завершились к августу 1066 года, однако встречный северный ветер долгое время не позволял начать переправу через Ла-Манш. 12 сентября Вильгельм переместил своё войско из устья реки Див в устье Соммы, к местечку Сен-Валери, где ширина пролива была существенно меньше. Общая численность нормандской армии, по мнению современных исследователей, насчитывала 7—8 тыс. человек, для перевозки которых был подготовлен флот из 600 кораблей.
Подготовку к отражению нормандского вторжения вёл и английский король. Он созвал национальное ополчение с юго-восточных областей Англии и разместил войска вдоль южного побережья. Быстрыми темпами формировался новый флот, во главе которого встал король. В мае Гарольду удалось отразить набег своего мятежного брата Тостига на восточные регионы страны. Однако в сентябре англосаксонская система военно-морской обороны развалилась: нехватка продовольствия заставила короля распустить ополчение и флот. В середине сентября в северо-восточной Англии высадилась армия норвежского короля Харальда Сурового. Соединившись со сторонниками Тостига, норвежцы разгромили 20 сентября ополчение северных графств в битве при Фулфорде и подчинили Йоркшир. Король Англии был вынужден оставить свои позиции на южном побережье и стремительно двинуться на север. Объединив своё войско с остатками ополчения, 25 сентября в сражении при Стамфорд-Бридже Гарольд наголову разгромил викингов, Харальд Суровый и Тостиг были убиты, а остатки норвежской армии отплыли в Скандинавию. Однако значительные потери, понесённые англичанами в битвах при Фулфорде и Стамфорд-Бридже, особенно среди королевских хускарлов, подорвали боеспособность армии Гарольда.

## Завоевание

### Битва при Гастингсе
Через два дня после битвы при Стамфорд-Бридже направление ветров в Ла-Манше изменилось. Немедленно началась погрузка нормандской армии на корабли, и поздним вечером 27 сентября флот Вильгельма отплыл из Сен-Валери. Переправа заняла всю ночь, и был момент, когда корабль герцога, сильно оторвавшись от основных сил, остался один, но английских судов в проливе не было, и перевозка армии благополучно завершилась утром 28 сентября в бухте у деревни Певенси. Нормандская армия не осталась в Певенси, окружённом болотами, а переместилась в Гастингс, более удобный порт со стратегической точки зрения. Здесь Вильгельм соорудил замок и стал ожидать подхода английских войск, отправляя небольшие отряды вглубь Уэссекса для ведения разведки и добычи провианта и фуража.
Узнав в Йорке о высадке нормандцев, Гарольд II разослал по стране приказы о призыве новых ополченцев и, не дожидаясь подкреплений, быстрым маршем двинулся на юг. Скорость его продвижения была так велика, что не позволяла дополнительным контингентам, набираемым в графствах, присоединиться к королевской армии. Более того, часть армии, преимущественно лёгкая пехота и лучники, отстала от основных сил. За десять дней Гарольд покрыл расстояние от Йорка до Лондона и, не теряя времени, выступил навстречу нормандской армии. Советники короля, в том числе родной брат Гирт, предлагали дождаться полного сбора войск и лишь затем атаковать противника. Историки считают это его главной стратегической ошибкой: так как Вильгельм находился на враждебной территории, отрезанный от своих баз Ла-Маншем, время играло на руку англичанам. Видимо, Гарольд стремился избежать разорения своих личных владений. Англосаксонские войска составляли по численности около 7000 человек, в основном участники битвы при Стамфорд-Бридже и ополчение из окрестностей Лондона. Несмотря на быстроту движения англичан, эффект неожиданности был упущен. Узнав о подходе Гарольда, 14 октября 1066 года нормандские войска атаковали англосаксонскую армию.
В битве при Гастингсе, несмотря на героическое сопротивление, английские войска были разгромлены. Сражение длилось очень долго — более десяти часов, что было достаточно редким явлением для Средневековья. Победа нормандцев была обусловлена лучшей боеспособностью воинов, а также массовым применением лучников и тяжёлой конницы. Король Гарольд и два его брата были убиты, а несколько тысяч отборных английских воинов осталось лежать на поле боя. В стране не осталось лидера, способного организовать сопротивление нормандцам. Сражение при Гастингсе стало поворотным моментом в истории Англии.

### Коронация Вильгельма I
После битвы при Гастингсе Англия оказалась открытой перед завоевателями. В течение октября — ноября 1066 года нормандской армией были захвачены Кент и Суссекс. Королева Эдита, вдова Эдуарда Исповедника и родная сестра Гарольда II, признала притязания Вильгельма, передав ему под контроль древнюю столицу англосаксонских правителей — Винчестер. Главным центром сопротивления оставался Лондон, где новым королём был провозглашён Эдгар Этелинг, последний представитель древней Уэссекской династии. Но войска Вильгельма окружили Лондон, опустошив его окрестности. Лидеры национальной партии — архиепископ Стиганд, эрлы Эдвин и Моркар, сам молодой Эдгар Этелинг — были вынуждены покориться.
В Уоллингфорде и Беркхэмстеде они принесли клятву верности Вильгельму и признали его королём Англии. Более того, они настояли на немедленной коронации герцога. Вскоре нормандские войска вошли в Лондон. 25 декабря 1066 года в Вестминстерском аббатстве Вильгельм был коронован королём Англии.
Хотя коронация Вильгельма I прошла в соответствии с англосаксонской традицией, что должно было убедить население в законности прав нового короля на английский престол, власть нормандцев опиралась первое время исключительно на военную силу. Уже в 1067 году началось возведение крепости Тауэр в Лондоне, а затем нормандские замки выросли по всей территории южной и средней Англии. Земли англосаксов, участвовавших в битве при Гастингсе, были конфискованы и розданы воинам армии вторжения. К концу марта 1067 года положение Вильгельма Завоевателя несколько укрепилось, и он смог совершить длительную поездку в Нормандию. Его сопровождали лидеры англосаксонской партии — принц Эдгар, архиепископ Стиганд, эрлы Моркар, Эдвин и Вальтеоф, а также заложники из числа других знатных семей. Во время отсутствия короля управление Англией осуществляли его ближайшие соратники: граф Херефорда Вильям Фиц-Осберн и единоутробный брат Вильгельма епископ Одо.
Обстановка в Англии была достаточно напряжённой. Нормандская администрация контролировала лишь юго-восточные районы страны. Остальная территория королевства управлялась только благодаря выразившим Вильгельму свою лояльность крупным англосаксонским магнатам. Сразу после его отъезда прокатилась волна мятежей, особенно крупный — в юго-западной Англии. Сыновья Гарольда Годвинсона, найдя приют в Ирландии, начали сбор своих сторонников. Противники новой власти искали поддержку при дворах правителей Скандинавии, Шотландии и Фландрии. Ситуация требовала скорейшего возвращения Вильгельма в Англию. В конце 1067 года, проведя лето и осень в Нормандии, он вернулся в завоёванное королевство. Юго-запад Англии был усмирён, затем была отражена попытка сыновей Гарольда высадиться в Бристоле. Летом 1068 года супруга Вильгельма Матильда была коронована королевой Англии.

### Подчинение Северной Англии
В 1068 году положение Вильгельма Завоевателя обострилось: Эдгар Этелинг бежал в Шотландию, где получил поддержку короля Малькольма III, а на севере Англии вспыхнуло восстание. Вильгельм действовал решительно. Соорудив замок в Уорике, он направился в североанглийские графства и без сопротивления занял Йорк. Местная знать принесла присягу верности королю. На обратном пути были воздвигнуты замки в Линкольне, Ноттингеме, Хантингдоне и Кембридже, которые позволяли контролировать путь в северную Англию. Однако уже в начале 1069 года на севере вспыхнуло новое восстание, в котором принимали участие не только феодалы, но и крестьяне. 28 января 1069 года в Дарем ворвались англосаксонские отряды, которые уничтожили дружину нормандского графа Нортумбрии Роберта де Комина, а он сам сгорел живьём в результате поджога дома местного епископа, где находился граф. Затем мятеж против завоевателей распространился на Йоркшир, и сам Йорк был захвачен сторонниками Эдгара Этелинга. Второй поход Вильгельма на север позволил занять Йорк и подавить восстание, жестоко расправившись с мятежниками. До осени 1069 года нормандцам удавалось сравнительно легко ликвидировать очаги сопротивления, так как восставшие в разных частях Англии не имели общих целей, единого руководства и не согласовывали действия друг с другом.
Осенью 1069 года ситуация в корне изменилась. Английское побережье атаковал огромный флот (250—300 кораблей) под командованием сыновей датского короля Свена II Эстридсена, наследника дома Кнуда Великого, также заявившего права на английский престол. Король Шотландии Малькольм женился на сестре Эдгара Маргарите и признал права того на английский престол. Сам Эдгар заключил союз со Свеном. Одновременно вспыхнуло антинормандское восстание в графстве Мэн, поддержанное графами Анжу и королём Франции Филиппом I. Противники Вильгельма вступили в сношения друг с другом, образовав тем самым коалицию. Воспользовавшись датским вторжением, в Нортумбрии снова восстали англосаксы. Была сформирована новая армия, во главе которой встали Эдгар Этелинг, Госпатрик и Вальтеоф, последние представители крупной англосаксонской знати. Объединившись с датчанами, они захватили Йорк, разгромив его нормандский гарнизон. Восстание охватило северную и центральную Англию. Поддержку восставшим выразил архиепископ Йоркский. Появилась возможность провести коронацию Эдгара в Йорке, что поставило бы под сомнение легитимность Вильгельма. Однако приближение англо-нормандской армии заставило мятежников отступить из Йорка. Вскоре король был вынужден вновь покинуть север, столкнувшись с восстаниями в западной Мерсии, Сомерсете и Дорсете. Лишь после подавления этих выступлений Вильгельм смог заняться решительными действиями в отношении североанглийских мятежников.
В конце 1069 года войска Вильгельма Завоевателя вновь вступили в северную Англию. Датская армия отступила на корабли и покинула этот район. На этот раз нормандцы занялись систематическим разорением земель, уничтожением построек и имущества англосаксов, стремясь ликвидировать саму возможность повторения восстания. В массовом порядке сжигались деревни, а их жители бежали на юг или в Шотландию. К лету 1070 года Йоркшир подвергся безжалостному разорению. Графство Дарем в значительной степени обезлюдело, так как из сожжённых деревень убежали оставшиеся в живых жители. Войска Вильгельма дошли до Тиса, где Коспатрик, Вальтеоф и другие англосаксонские лидеры покорились королю. Затем нормандцы быстрым маршем пересекли Пеннины и обрушились на Чешир, где продолжилось разорение. Разорение дошло и до Стаффордшира. Далее была предпринята попытка уничтожить то, что позволяло жителям существовать. Север Англии охватили голод и чума. К пасхе 1070 года кампания, вошедшая в историю как «Опустошение Севера» (англ. Harrying of the North), была завершена. Последствия этого разорения ещё ярко ощущались в Йоркшире, Чешире, Шропшире и «области пяти бургов» спустя десятилетия после завоевания.
Весной 1070 года датский флот, теперь возглавляемый самим королём Свеном, оставался в английских водах, обосновавшись на острове Или. Сюда также стекались последние представители непокорённой англосаксонской знати. Лидером сопротивления стал небогатый тэн Херевард. Среди участников восстания были не только знать, но и крестьяне. Англо-датские отряды совершали беспокоящие набеги на побережья Восточной Англии, уничтожая нормандские формирования и разоряя владения нормандцев. Однако летом 1070 года Вильгельму удалось заключить соглашение с датчанами об их эвакуации за огромный денежный выкуп. После ухода датского флота оборону Или возглавил Херевард, к которому присоединялись всё новые и новые отряды из других областей страны. Так, на остров Или прибыл один из наиболее влиятельных англосаксонских аристократов — Моркар, бывший эрл Нортумбрии. Это был последний оплот англосаксонского сопротивления. Весной 1071 года войска Вильгельма окружили остров и заблокировали его снабжение. Оборонявшиеся были вынуждены капитулировать. Хереварду удалось бежать, а Моркар был пленён и вскоре умер в тюрьме.
Падение Или ознаменовало завершение нормандского завоевания Англии. Сопротивление новой власти прекратилось. Продолжались лишь стычки на границе с Шотландией, где вновь нашёл убежище Эдгар Этелинг, но в августе 1072 года армия Вильгельма, при поддержке крупных сил флота, вторглась на территорию Шотландии и беспрепятственно дошла до Тея. Шотландский король Малькольм III заключил в Абернети перемирие с Вильгельмом, принёс ему оммаж и обязался не оказывать поддержки англосаксам. Эдгар был вынужден покинуть Шотландию. Покорение Англии было окончено.

## Организация

### Общие принципы
Главным принципом организации системы управления завоёванной Англией было желание короля Вильгельма выглядеть законным преемником Эдуарда Исповедника. Конституционная основа англосаксонского государства была полностью сохранена: витенагемот трансформировался в Большой королевский совет, прерогативы англосаксонских королей в полном объёме перешли к англо-нормандским монархам (включая права обложения налогами и единоличного издания законов), была сохранена система графств во главе с королевскими шерифами. Объём прав землевладельцев определялся по состоянию на времена короля Эдуарда. Сама концепция монархии имела англосаксонский характер и резко контрастировала с состоянием королевской власти в современной Франции, где суверен отчаянно боролся за своё признание крупнейшими баронами государства. Особенно отчётливо принцип преемственности англосаксонскому периоду проявлялся в первые годы после завоевания (до восстания в Северной Англии 1069 года), когда значительная часть англосаксонских магнатов сохраняла свои позиции при дворе и влияние в регионах.
Однако, несмотря на всю видимость возвращения к «добрым временам» короля Эдуарда (после узурпации Гарольда), власть нормандцев в Англии опиралась, главным образом, на военную силу. Уже в декабре 1066 года началось перераспределение земель в пользу нормандских рыцарей, которое после «Опустошения Севера» 1069—1070 годов приобрело всеобщий характер. К 1080-м годам англосаксонская знать была полностью уничтожена как социальный слой (за единичными исключениями) и замещена северофранцузским рыцарством. Небольшая группа наиболее знатных нормандских семей — ближайших соратников Вильгельма — получила более чем половину всех земельных наделов, а непосредственно король завладел примерно пятой частью земель Англии. Полностью изменился характер земельных держаний, который приобрёл классические феодальные черты: земли теперь предоставлялись баронам под условием выставления определённого количества рыцарей в случае необходимости королю. Вся страна покрылась сетью королевских или баронских замков, ставших военными базами, обеспечивающими контроль за округой, и резиденциями баронов или чиновников короля. Ряд областей Англии (Херефордшир, Чешир, Шропшир, Кент, Суссекс) был организован как военизированные территории, отвечающие за оборону границ. Особое значение в этой связи имели Чеширская и Шропширская марки, созданные Гуго д’Авраншем и Роджером де Монтгомери на границе с Уэльсом.

### Земельная собственность и социальная структура
Захватив Англию, Вильгельм разделил её территорию на 60 215 земельных ленов, разделив их между своими вассалами. Специфика распределения земельных владений в Англии после завоевания заключалась в том, что практически все новые бароны получали земли отдельными участками, разбросанными по стране, которые, за редким исключением, не образовывали компактных территорий. Хотя утверждать, что фрагментация предоставляемых в феод земельных держаний являлась продуманной политикой короля Вильгельма, вероятно, нельзя, эта особенность организации земельной собственности нормандской Англии не позволила возникнуть феодальным княжествам по типу французских или немецких, что сыграло огромную роль в последующей истории страны, и обеспечила перевес короля над баронами.
Завоевание создало новый господствующий класс — рыцарей и баронов нормандского происхождения. Новая знать была обязана своим положением королю и исполняла целый комплекс обязанностей в отношении монарха. Главными из этих обязанностей были военная служба, участие три раза в год в Большом королевском совете, а также замещение различных должностей в системе государственного управления (прежде всего шерифов). После завоевания и уничтожения англосаксонской традиции обширных эрлств роль шерифов резко усилилась: они превратились в ключевой элемент королевской администрации на местах, а по своим владениям и социальному статусу не уступали англо-нормандским графам.
Каждое земельное владение (феод, лен) предоставлялось королём на феодальном праве. Владелец лена был обязан выставлять королю определённое количество вооружённых рыцарей. Согласно современным оценкам, общее количество рыцарей, выставляемых со всех земель баронов в период правления Вильгельма, составляло огромную для разорённой страны цифру: более 4000 человек. Эту силу обеспечивали не более двухсот баронов, державших свои владения непосредственно от короля. Помимо этого, около 800 рыцарей причиталось в королевскую армию от церковных владений. Для исполнения этой обязанности бароны, епископы и аббаты предоставляли часть своих земель мелким рыцарям (процесс субинфеодализации). В результате в Англии сформировалась значительная масса мелких рыцарей, которые по своему социальному статусу ничем не отличались от магнатов, державших свои владения непосредственно от короля. Эти рыцари унаследовали от своих англосаксонских предшественников судебную юрисдикцию над крестьянами своей округи, достаточно быстро трансформировавшуюся в отношения личной зависимости крестьянства. Причём в первое время после завоевания эти рыцари несли постоянную службу при дворах короля и своих сюзеренов, что усиливало военизированный характер ранненормандского общества.

### Церковная власть
Особенно сильно нормандское влияние было в церковных кругах. Все действия Вильгельма в церковной сфере проводились при полной поддержке святого престола. Одним из первых решений стало возобновление ежегодной выплаты Риму «лепты Святого Петра». Через несколько лет после завоевания Англии был смещён архиепископ Кентерберийский Стиганд, а его преемником стал ближайший советник короля Ланфранк. Все освобождающиеся места предоставлялись не англосаксам, а иностранцам, прежде всего выходцам из Франции. Уже в 1087 году Вульфстан Вустерский остался единственным епископом англосаксонского происхождения. В начале XIII века, в результате появления нищенствующих монашеских братств, состоящих почти полностью из иностранцев, влияние в церковных кругах чужестранцев ещё более усилилось. Было открыто множество школ, в которых в отличие от континента, где обучение велось на латинском языке, обучение велось по-французски. Влияние церковной власти усилилось. Было проведено разделение светской и церковной юрисдикции. Вследствие единой интеграции укрепилось межцерковное влияние. Указ Вильгельма, гласящий, что все церковные разбирательства должны разбираться епископами и архиепископами в их собственных судах «в соответствии с канонами и епископальными законами», дал возможность в дальнейшем осуществить принятие канонического права. Норманны передали епархиальные престолы тем городам, где они существуют и сейчас. Епископальная структура церкви в Англии, созданная норманнами, оставалась почти неизменной до периода Реформации.
При этом Вильгельм весьма жёстко отстаивал свой суверенитет в отношениях с Римом. Без его ведома ни один феодал, включая церковных, не мог вести переписку с Папой. Любой визит папских легатов в Англию подлежал согласованию с королём. Решения церковных советов были возможны лишь при его одобрении. В противостоянии императора Генриха IV и папы римского Григория VII Вильгельм придерживался строгого нейтралитета, а в 1080 году он отказался принести оммаж Папе от имени своего английского королевства.

### Центральная администрация, фискальная и судебная системы
В отношении организации центральной администрации завоёванной страны король Вильгельм в основном следовал англосаксонским традициям. Хотя при его дворе существовали должности стюарда, дворецкого, камергера, заимствованные из французской администрации, они имели главным образом почётные функции. Важным нововведением стало учреждение поста канцлера в 1068 году, ответственного за организацию делопроизводства короля. Большой королевский совет, в котором принимали участие все бароны страны, был преемником англосаксонского витенагемота. В ранненормандский период он стал собираться регулярно (три раза в год), однако утратил значительную часть своего влияния на выработку политических решений, уступив место королевской курии (лат. Curia regis). Последний институт представлял собой собрание наиболее близких королю баронов и должностных лиц, помогающих монарху советом по текущим проблемам государства. Курия стала центральным элементом королевской администрации, хотя её заседания часто носили неформальный характер.
Базовые основы фискальной системы после нормандского завоевания не претерпели изменений. Финансирование королевской администрации продолжало основываться на поступлениях с домениальных земель (годовой доход с которой составлял более 11 тысяч фунтов стерлингов), платежей городов и доходов от судопроизводства. К этим источникам присоединялись поступления феодального характера (рельеф, право опеки, формарьяж). Была продолжена практика обложения населения всеобщим налогом («датскими деньгами»), причём согласия населения на взимание этого налога не требовалось. Принципы распределения налогов по графствам, сотням и гайдам также сохранились с англосаксонских времён. Для приведения традиционных норм обложения в соответствие с современным состоянием хозяйства и новой системой земельных держаний в 1086 году была проведена всеобщая оценка земель, чьи результаты были представлены в «Книге Страшного суда».
После нормандского завоевания, которое сопровождалось массовыми злоупотреблениями и незаконными захватами земель, резко возросло значение судопроизводства, ставшего орудием королевской власти в упорядочении земельных и социальных отношений в стране. В реорганизации судебной системы важная роль принадлежала Жоффруа, епископу Кутанса, и архиепископу Ланфранку. Было проведено разделение светской и церковной юрисдикции, создана стройная система судебных органов, возникли баронские суды. Важным нововведением стало повсеместное использование суда присяжных, истоки которого прослеживаются как в нормандской практике, так и в традициях Данелага.

## Значение
В социальном плане нормандское завоевание привело к уничтожению англосаксонской военно-служилой знати (тэнов) и формированию нового господствующего слоя феодального рыцарства, построенного на принципах вассально-ленных отношений и обладающего судебно-административной властью над крестьянским населением. На смену полунезависимым эрлам англосаксонской эпохи пришли нормандские бароны, сильно зависимые от короля и обязанные ему за свои владения рыцарской повинностью (выставлением определённого количества вооружённых рыцарей). В феодальную систему было включено также высшее духовенство. Процесс закрепощения крестьянства, начавшийся ещё в англосаксонский период, резко ускорился и привёл к доминированию в средневековой Англии феодально-зависимых категорий крестьянства, что привело к ещё большему закрепощению. Налогом облагались и лично свободные крестьяне, что превращало свободную ранее общину в крепостную. Из крестьян, имевших небольшие наделы земли, стали формироваться сельскохозяйственные рабочие — батраки. Вилланы (зависимые) кроме того должны были молоть зерно на мельнице сеньора и отдавать меру зерна, печь хлеб сеньору и т. д. Нужно было ещё платить десятину, платить брачный, посмертный поборы. При этом следует отметить практически полное исчезновение рабства в Англии.
Важнейшим последствием нормандского завоевания в социальной сфере было введение в Англии классических феодальных отношений и вассально-ленной системы по французскому образцу. Генезис феодализма в Англии начался в IX—X веках, однако возникновение социальной системы, основанной на земельном держании, которое обуславливается исполнением держателем строго определённых обязанностей военного характера, чей объём зависел не от размера участка, а от соглашения с сюзереном, является безусловной новацией нормандского завоевания. Ярко выраженный военный характер земельных держаний также стал одним из главных последствий нормандского завоевания. В целом социальная структура общества стала более строгой, жёсткой и иерархичной.
В организационном плане нормандское завоевание привело к резкому укреплению королевской власти и формированию одной из наиболее прочных и централизованных монархий Европы эпохи высокого Средневековья. О мощи королевской власти ярко свидетельствует проведение всеобщей переписи земельных владений, результаты которой вошли в Книгу Страшного суда, беспрецедентного и абсолютно невозможного в других современных европейских государствах предприятия. Новая государственная система, хотя и основанная на англосаксонских традициях управления, достаточно быстро приобрела высокую степень специализации и формирования функциональных органов управления, таких как Палата шахматной доски, Казначейство, канцелярия и другие.
В культурном плане нормандское завоевание внедрило в Англии феодальную культуру рыцарства на основе её французских образцов. Древнеанглийский язык был вытеснен из сферы управления, а языком администрации и общения господствующих социальных слоёв стал нормандский диалект французского языка. Существует мнение, что нормандское завоевание оказало самое заметное влияние на английский язык за всю историю последнего. По некоторым оценкам из языка исчезло около 80 % древнеанглийского словарного запаса. Англо-нормандский диалект господствовал в стране около трёхсот лет, и оказал большое влияние на формирование современного английского языка. В начале XIII века, в результате появления нищенствующих монашеских братств, состоящих почти полностью из иностранцев, влияние в церковных кругах чужестранцев ещё более усилилось. Было открыто множество школ, в которых в отличие от континента, где обучение велось на латинском языке, обучение велось по-французски.
В политическом плане произошла переориентация на Западную Европу, вместо утраченных связей со скандинавами. Множество скандинавов поселилось до этого в Англии и привыкли к иному управлению, и независимости. Многим из них пришлось покинуть Англию, другим, в особенности молодым людям, пришлось пойти в Константинополь на службу к греческому императору, который построил для них отдельный город — Хеветот. Варяги даже за последующими после XII века столетиями, были большей частью англичанами, пришедшими из Британии. Их отряд в изгнании просуществовал до XV века.
Англия оказалась тесно включённой в систему международных связей Западной Европы и стала играть одну из важнейших ролей на европейской политической сцене. Более того, Вильгельм Завоеватель, связавший личной унией Английское королевство с герцогством Нормандия, стал могущественным правителем Северо-Западной Европы, полностью изменив баланс сил в этом регионе. В то же время тот факт, что Нормандия являлась вассалом короля Франции, а многие новые английские бароны и рыцари владели землями за Ла-Маншем, резко усложнил англо-французские отношения. Как герцоги Нормандии англо-нормандские монархи признавали сюзеренитет короля Франции, а как короли Англии имели равный с ним социальный статус. В XII веке, с созданием Анжуйской империи Плантагенетов, английский король владел почти половиной территории Франции, оставаясь юридически вассалом французского монарха. Эта двойственность стала одной из причин длительного англо-французского противостояния, явившегося одним из центральных моментов европейской политики средних веков и достигшего своей кульминации в ходе Столетней войны.